# Г

Сербская каллиграфическая Г

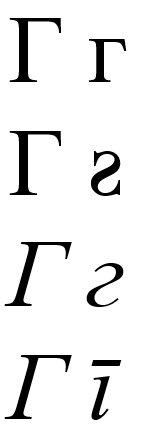
Буква г:
прямой шрифт, болгарица, русский курсив, сербский курсив

Г, г (название: гэ) — четвёртая буква всех славянских и большинства прочих кириллических алфавитов. В старославянской азбуке носит название «глаголь», в церковнославянской — «глаголь», то есть «говори». В кириллице выглядит как  и имеет числовое значение 3, в глаголице — как  и имеет числовое значение 4. Кириллическая форма происходит от заглавной греческой буквы гамма (Γ), глаголическую же возводят либо к греческому скорописному начертанию строчной гаммы, либо к соответствующей букве семитского письма.
Курсивное и рукописное начертания строчной буквы Г весьма отличаются от печатного; сверх того они разнятся у русских () и у сербов (в виде надчёркнутой i без точки, ).

## Употребление и произношение в русском языке

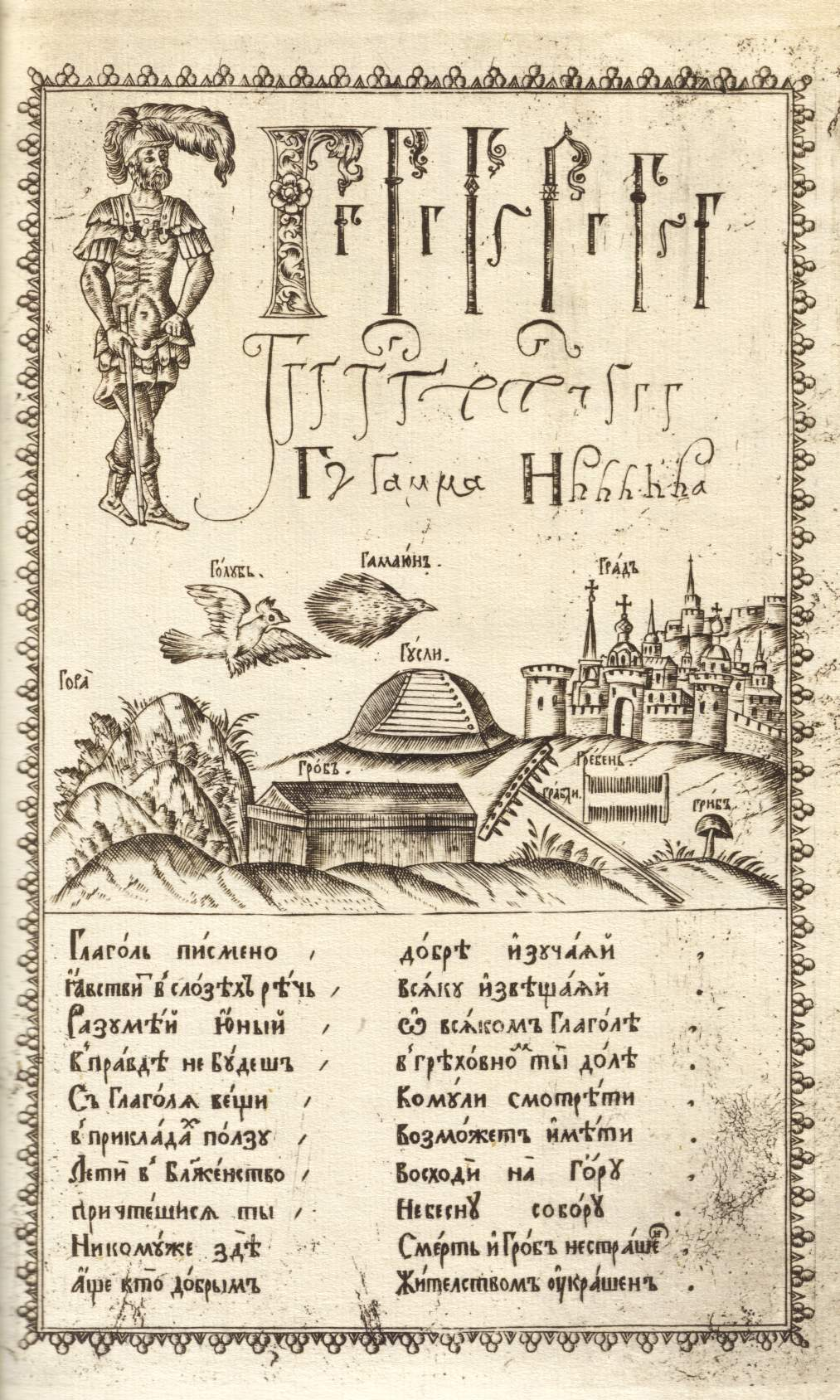
Буква глаголь. Букварь Кариона Истомина

- Звонкий [г] (произносимый с участием голосового тона, для которого необходимо дрожание голосовых связок, передающееся и воздушному столбу, заключённому в гортани и надставной трубе), мгновенный заднеязычный (в неточной школьной терминологии — «гортанный»), взрывной (происходящий от шума воздуха, прорывающегося мгновенно сквозь плотный затвор между задней частью языка и мягким нёбом), как, например, в слове год.
- Перед е и и мягкий взрывной [г'] (сочетания с другими смягчающими гласными и с ь крайне редки и встречаются только в заимствованиях: Гёдель, Гюльчатай, Гянджа, Алигьери).
- Также звонкий длительный заднеязычный спирант (происходящий от шума воздуха, трущегося о стенки довольно узкого щелеобразного сужения между задней частью языка и мягким небом), например: господи, Бо́га, где он выражает звонкий фрикативный звук [ɣ]. Вышеуказанные слова могут произноситься и как обычно — [г]. В слове 'бухгалтер' диграф хг произносится всегда как [ɣ].[источник не указан 1596 дней]
- Этот же звук в мягком варианте: о Боге (единственное слово с таким звуком в русском языке[2]); как и выше, допустимы варианты [g] и [ɣ].

Вышеуказанный звук [ɣ] встречается в южнорусском произношении на месте обычного взрывного [г]. Современной литературной нормой произношения является обычный взрывной [г], однако под влиянием церковнославянского произношения ситуация до начала XX в. была противоположной:
- Адодуров в 1740 пишет о русском алфавите: «Малороссияне прибавили к сим ещё литеру ґ, которая произношением сходна с латинским или с польским g, и имеет глас посредственный между нашим г и к».
- «Разговор об ортографии» (1748): «Сие без всякого есть спора, что все мы россияне наш (г) произносим как латинское (h)… Следовательно, нет у нас из согласных такой, которая б сходствовала с латинским (g) пред (а) (o) (u)».
- Пушкин в 1829 рифмует дух-друг.
- Я. К. Грот в 1873 пишет: «Конечно, иметь знак для отличения такого г было бы желательно, но оно тем менее необходимо, что приведённые слова далеко не всеми русскими произносятся с подобным оттенком звука г: так в рязанском и некоторых других наречиях он всегда выговаривается твёрдо».
- В окончаниях -ого, -его прилагательных и местоимений буква г всегда читается как [в].
- В междометиях 'ага', 'угу' 'г' может быть как велярным (вышеуказанный [ɣ]), так и гортанным ([ɦ], «украинское г»).
- Особый «гортанно-носовой» звук, обозначаемый диграфом в междометии гм (этот звук встречается ещё в междометиях 'мда', 'м-м-м').

В конце слов и перед глухими согласными г означает глухие (произносимые без голосового тона, то есть без участия голосовых связок) заднеязычные:
- взрывной [к] (луг произносится совершенно одинаково с лук) и
- спирант [х] (бог произносится: [бох]; в ряде слов в сочетаниях гк, гч: лёгкий, мягче).

(Теоретически возможное мягкое оглушенное произношение буквы г на практике, по-видимому, не встречается; в частности, не бывает слов, оканчивающихся на -гь.)
В силу этого разнообразного значения в графике природных русских слов, знак г употребляется в транскрипции иностранных слов и для обозначения немецко-французско-латинского g (gu), как Гёте = Göthe, и для немецко-латинского h, как Гейне (= Heine), и для греческого густого придыхания (spiritus asper), как Гелиос (ήλιος) и т. д.
На письме буква г практически не сочетается с ы (за исключением немногих заимствований, вроде Кыргызстан, звукоподражаний, вроде гыкать, и просторечных форм, вроде Олегыч) и с э — также лишь в звукоподражаниях (гэкать), аббревиатурах (Днепрогэс, гэкачепист) и заимствованиях (гэльский, гэг, Гэндальф), причём часто произношение и написание колеблется: гэбист/гебист, Гэри/Гери.
- Строчная г — сокращённое обозначение для грамма — единицы измерения массы.
- При указании даты г. — сокращение от «год».
- Для указания формы предмета имеющей один прямой угол, делающий предмет похожим на букву Г — г-образный.

## Произношения

### Белорусский
- 4-я буква в белорусском алфавите. Обозначает фрикативную «Г» [ɣ].

### Украинский
- 4-я буква в украинском алфавите. Обозначает гортанную «Г» [ɦ].

## Таблица кодов
| Кодировка    | Регистр   | Десятич- ный код | 16-рич- ный код | Восьмерич- ный код | Двоичный код      |
| ------------ | --------- | ---------------- | --------------- | ------------------ | ----------------- |
| Юникод       | Прописная | 1043             | 0413            | 002023             | 00000100 00010011 |
| Юникод       | Строчная  | 1075             | 0433            | 002063             | 00000100 00110011 |
| ISO 8859-5   | Прописная | 179              | B3              | 263                | 10110011          |
| ISO 8859-5   | Строчная  | 211              | D3              | 323                | 11010011          |
| КОИ-8        | Прописная | 231              | E7              | 347                | 11100111          |
| КОИ-8        | Строчная  | 199              | C7              | 307                | 11000111          |
| Windows-1251 | Прописная | 196              | C3              | 303                | 11000011          |
| Windows-1251 | Строчная  | 227              | E3              | 343                | 11100011          |

В HTML прописную букву Г можно записать как &#1043; или &#x413;, а строчную г — как &#1075; или &#x433;.